# شان استئور
شان استئور (انگلیسی: Sean Steur؛ زادهٔ ۱۱ ژانویهٔ ۲۰۰۸) بازیکن فوتبال اهل هلند است که در حال حاضر برای باشگاه فوتبال یانگ آژاکس بازی می‌کند. 
وی همچنین در تیم‌های ملی فوتبال زیر ۱۵ سال و زیر ۱۶ سال هلند بازی کرده است.

## دوران باشگاهی
استئور محصولی جوان از آرکی‌ای‌وی ولندام است، او در سال ۲۰۱۶ به آژاکس منتقل شد و توسعه خود در رده پایه را در آنجا به پایان برساند. او اولین بازی حرفه‌ای و بزرگسال خود را به عنوان بازیکن تعویضی در شکست ۴–۱ لیگ دسته اول فوتبال هلند مقابل باشگاه فوتبال یونگ آزد در ۱۰ مه ۲۰۲۴ انجام داد. در ۲۰ اوت ۲۰۲۴، او اولین قرارداد حرفه‌ای خود را با باشگاه تا سال ۲۰۲۷ امضا کرد.

## دوران ملی
استئور یک بازیکن جوان بین‌المللی برای هلند است و برای تیم ملی فوتبال زیر ۱۶ سال هلند بازی کرده است.

## زندگی شخصی
شان پسر یوهان استئور و برادر روی استئور است که هر دو به‌طور حرفه‌ای فوتبال بازی کرده‌اند.